# تغذیه دام

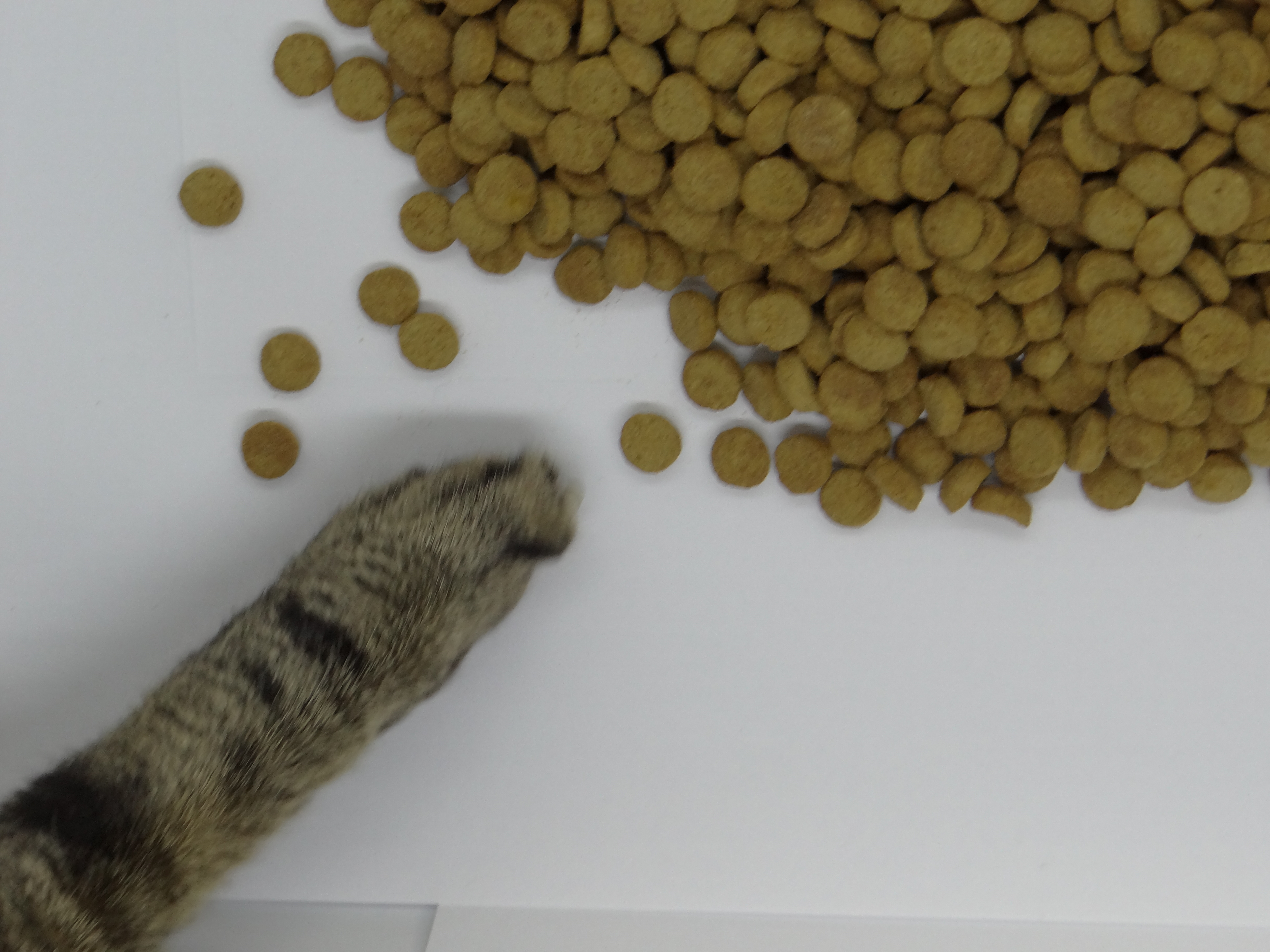
غذای تر گربه

تغذیه دام (Animal Nutrition) بر روی نیازهای غذایی جانوران به‌ویژه در کشاورزی و تولید غذا تمرکز می‌کند، اما هم باغ وحش، اکواریوم‌ها و مدیریت حیات وحش نیز استفاده می‌شود.
غذا به ماده‌ای گفته می‌شود که جانوران بتوانند پس از خوردن، آن را هضم و جذب کرده و به مصرف برسانند. غذا به‌طور کلی برای توصیف هر ماده ای که قابل خوردن باشد استفاده می‌شود.
غلات به صورت دانه یا علوفه، بقولات علوفه‌ای به عنوان مثال غذا نامیده می‌شود.
مادهٔ مغذی به آن قسمت از ماده غذایی که به مصرف واقعی جانور می‌رسد مادهٔ مغذی گفته می‌شود.
بر اساس آخرین طبقه‌بندی مواد غذایی از چندین ماده مغذی اصلی تشکیل شده است. که در طول صد سال اخیر دچار تغیرات زیادی شده است. روش‌های آزمایشگاهی برای سنجش این مواد مغذی چه به روش آنالیز تقریبی، چه با تحول و پیشرفت وسایل و تجهیزات نوین همواره با چالش‌هایی روبرو بوده و لازم است محققین و دامداران تنوع تکنیک‌ها و روش‌ها و صحت و دقت دستگاه‌های موجود را در کنار عوامل اقتصادی در نظر داشته باشند.
غذا عمدتاً از دو جزء اصلی آب و ماده خشک تشکیل شده است. ماده خشک نیز از دو بخش مواد غیر آلی (مواد معدنی) و مواد آلی (کربوهیدرات‌ها، لیپیدها، پروتئین‌ها، اسیدهای نوکلئیک، اسیدهای آلی و ویتامین‌ها و …) تشکیل شده است.

## پیشرفت‌های جدید در تغذیه دام
با پیشرفت علم تغذیه دام در طول سال‌های گذشته سرعت افزایش داده‌های مختلف از سطح تمام بدن دام به سطح سلولی و ملکولی درک ما را از مدل‌های تغذیه‌ای خطی به سمت معادلات پیچیده‌تر ریاضی و منطبق با شرایط مزرعه توسعه داده است. در حال حاضر بررسی مکانیسم‌های تغذیه‌ای با کرانه‌های دیگر علوم در رایانه، ژنتیک، زیست‌شناسی ملکولی و سلولی، علوم اومیکس، بانک‌های اطلاعاتی بسیار پیشرفته چرخه‌های بیوشیمی و بیولوژیک دانش تغذیه دام را به سطح عالی و هسته مرکزی بسیاری از علوم تبدیل کرده است. امروزه در کنار استفاده از تکنیک‌های برون‌تنی و درون‌تنی علوم جدید به عنوان یک ابزار در خدمت متخصص تغذیه دام قرار گرفته است. دانش نوتروژنومیک و پروتئومیک دریچه‌های جدیدی فراروی متخصصین و تولیدکنندگان قرار داده است. با پیشرفت ژنتیکی عجیبی که در سال‌های اخیر در بهره‌برداری از توان ژنتیک دام‌ها اتفاق افتاده است، تنظیم جیره‌های صحیح منطبق با نیازهای این دام‌های جدید، اشراف به جوانب علم تغذیه و سیار علوم بیش از پیش داغ‌تر کرده است.